# Evaza scenopinoides
Evaza scenopinoides är en tvåvingeart som först beskrevs av Walker 1858.  Evaza scenopinoides ingår i släktet Evaza och familjen vapenflugor. Inga underarter finns listade i Catalogue of Life.